# Bergstoep
Bergstoep est un hameau dans la commune néerlandaise de Krimpenerwaard, dans la province de la Hollande-Méridionale.
Bergstoep est situé dans le Krimpenerwaard, au sud de Bergambacht et à l'ouest d'Ammerstol. Près de Bergstoep, un bac relie les deux rives du Lek (liaison Bergambacht-Streefkerk).